# جيمس غيست
جيمس غيست هو سياسي أسترالي، ولد في 20 أكتوبر 1937. انتخب عضو المجلس التشريعي الفيكتوري ‏.